# Veissella
Veissella là một chi nhện trong họ Salticidae.

## Các loài
Các loài:
- Veissella durbani (Peckham & Peckham, 1903)
- Veissella milloti Logunov & Azarkina, 2008